# Simone Rao Grimaldi
Simone Rao Grimaldi (falecido a 12 de março de 1616) foi um bispo católico romano que serviu como prelado de Santa Lucia del Mela (1602–1616).

## Biografia
No dia 15 de agosto de 1602, Simone Rao Grimaldi foi nomeado pelo Papa Clemente VIII como Bispo da Prelazia Territorial de Santa Lucia del Mela. Serviu como Prelado de Santa Lucia del Mela até à sua morte a 12 de março de 1616.